# 菅谷章
菅谷章（すがや あきら、1930年11月7日- 2019年3月12日）は、日本の社会政策学者、東海大学名誉教授。元岐阜協立大学経済学部教授の菅谷広宣は息子。

## 略歴
東京生まれ。筆名・中道是空。1953年埼玉大学文理学部経済学科卒、1962年東北大学大学院経済学研究科博士課程単位取得修了、服部英太郎に師事。78年「日本医療政策史」で経済学博士。1962年厚生省病院管理研究所勤務。1979年東海大学経済学研究科教授となる。96年定年、名誉教授。専攻、社会政策論（労働経済論・社会保障論）、社会思想史、仏教思想論。

## 著書
- 『看護労働の諸問題』医学書院 1965
- 『現代日本の労働問題』税務経理協会 1974
- 『日本医療制度史』原書房(明治百年史叢書)　1976
- 『日本医療政策史』日本評論社 1977
- 『労使関係論の基本問題 労働組合はなにをなすべきか』法律文化社 1977
- 『日本社会政策史論』日本評論社 1978
- 『日本の病院 その歩みと問題点』1981 中公新書
- 『日本的労働問題』北樹出版 1982
- 『社会保障論』日本評論社 1990
- 『経済学要論 資本制経済構造の解剖』法律文化社 1991
- 『労使関係論の基本問題 労働組合はなにをなすべきか』法律文化社 1992
- 『仏教思想の根本問題 縁起と空』原書房 1997
- 『社会科学と仏教思想 より住み良い、平和な社会の建設をめざして』日本評論社 2000
- 『地球環境汚染 経済成長との関連において』八潮出版社 2001
- 『宗教を問う 本来の仏教と日本人の心』原書房 2006

### 編著
- 『現代の医療問題 国民のための医療とは何か』編 1982 (有斐閣選書)
- 『労働問題研究 合本』全5巻 編集解題 原書房 1983-84